# 鳥島 (沖縄県)
鳥島（とりしま）は、東シナ海に浮かぶ島（無人島）。別名、久米鳥島（くめとりしま）。行政区画は沖縄県島尻郡久米島町に属し、島全体を含めた周囲が軍事施設「鳥島射爆撃場」となっていることでも知られる。
なお、久米島町内には、沖縄県最北端の島である硫黄鳥島があるが、別の島である（両島は200km以上離れている）。

## 地理
久米島の北約28kmに位置する、琉球石灰岩（隆起サンゴ礁）でできた砂地の島。大小2つの岩礁から成る。琉球弧の火山フロント上に位置している。島の全域が町有地である。
島には、軍事訓練によって無数のクレータができている。また、島の周囲は好漁場としても知られている。

## 鳥島射爆撃場
北緯26度35分44.3秒、東経126度49分59.2秒の地点を中心として、島を含む半径3海里（約5.56km）の水域と、半径5海里（約9.26km）の空域には、アメリカ空軍が管理する「鳥島射爆撃場（Tori Shima Range）」が設置されている。ここでは、空対地射爆撃訓練が行われており、この水域は、使用期間中漁業及び立ち入りが禁止されている。
1995年末から1996年の初めにかけて、アメリカ海兵隊の攻撃機ハリアーが劣化ウラン弾を鳥島で1520発使用した。米軍が日本に報告したのは1年以上たってからのことだった。都合4度にわたり弾頭を回収が試みられたが、250発しか回収されていない。
1997年、日本側は「鳥島に立ち入ったとしてもその影響は十分小さい」との誤射後の調査結果を公表したが、1997年に発表されたアメリカ軍の報告書は、島内の劣化ウラン汚染の範囲を特定し、1-3のクラス分けによる分類を行っている。
また、2008年4月9日には、鳥島射爆撃場の区域外に同じくハリアーが、250キロ爆弾を誤って投下するなどの問題が発生している。同年8月に、久米島町長らが船上から鳥島を視察した。